# Новохайский сельсовет
Новохайский сельсовет - сельское поселение в Богучанском районе Красноярского края.
Административный центр - посёлок Новохайский.

## Население
| 2010 | 2012  | 2013  | 2014  | 2015  | 2016  | 2017  |
| ---- | ----- | ----- | ----- | ----- | ----- | ----- |
| 1344 | ↘1318 | ↘1266 | ↘1262 | ↘1235 | ↘1212 | ↘1205 |

## Состав сельского поселения
| № | Населённый пункт | Тип населённого пункта          | Население |
| - | ---------------- | ------------------------------- | --------- |
| 1 | Кежек            | посёлок                         | 275       |
| 2 | Новохайский      | посёлок, административный центр | 1069      |

## Местное самоуправление
Новохайский сельский Совет депутатов
Дата избрания: 04.03.2012. Срок полномочий: 4 года
Глава совета
- Трещева Снежанна Леонидовна. Дата избрания: 15.09.2014. Срок полномочий: 4 года